# Kinky Boots (musical)
Kinky Boots é um musical da Broadway com música e letra da vencedora do Tony, Emmy e Grammy, Cyndi Lauper, e um libreto do vencedor do Tony, Harvey Fierstein. Baseado no filme de 2005, Kinky Boots, de Geoff Deane e Tim Firth, que foi inspirado em fatos reais, o musical conta a história de Charlie Price, que herda uma fábrica de sapatos de seu pai. Para salvar o negócio, Charlie cria uma parceria inesperada a com artista de cabaré e drag queen, Lola. Com a ajuda de Lola, Charlie desenvolve um plano para produzir uma linha de botas de salto alto. No processo, ele e Lola descobrem que eles não são tão diferentes, afinal.
Após a concepção do programa em 2006, a equipe criativa foi montada em 2010. A produção original de Kinky Boots estreou no Bank of America Theatre, em Chicago, em outubro de 2012, com direção e coreografia de Jerry Mitchell, e estrelado por Stark Sands e Billy Porter como Charlie e Lola, respectivamente. Ele fez sua estréia na Broadway no Al Hirschfeld Theatre em 4 de abril de 2013 após as prévias, que começou no dia 3 de março de 2013. O musical começou sua turnê pelos Estados Unidos em 2014.
Tendo sido menos bem recebido pelos críticos de teatro e nas bilheterias, inicialmente, que a outra produção da Broadway de 2013, Matilda the Musical, Kinky Boots entrou na temporada de prêmios de 2013 como um azarão. No entanto, após um mês da abertura, Kinky Boots ultrapassou este rival em público na bilheterias semanais e mais tarde aproveitou o impulso pós-Tony em vendas antecipadas. A produção recebeu 13 indicações e teve 6 vitórias no Tony, incluindo Melhor Musical e Melhor Música para Lauper em sua primeira excursão como compositora da Broadway, fazendo dela a primeira mulher a ganhar sozinha nessa categoria. O álbum do elenco do musical estreou no número um na Billboard Cast Albums Chart e número cinquenta e um na parada Billboard 200. Em 2016, ele ganhou três Laurence Olivier Awards, incluindo Melhor Novo Musical. 